# 楚格盧伊鄉
44°11′N 23°49′E / 44.183°N 23.817°E
楚格盧伊鄉（羅馬尼亞語：Comuna Țuglui, Dolj），是羅馬尼亞的鄉份，位於該國西南部，由多爾日縣負責管轄，面積39平方公里，海拔高度63米，2007年人口2,831，人口密度每平方公里73人。